# Sary-Chelek
Sary-Chelek (kirg. Сарычелек) – górskie jezioro położone w rezerwacie przyrody Sary-Chelek w obwodzie Dżalalabadzkim w zachodnim Kirgistanie. Znajduje się na północ od wsi Arkit będącej główną siedzibą rezerwatu, na wschodnim krańcu pasma gór Czatkalskich.